# جنت أباد (أرزوئية)
جنت أباد (بالفارسية: جنت‌آباد) هي قرية تقع في إيران في Arzuiyeh Rural District. يقدر عدد سكانها بـ 345 نسمة .